# Lý Lăng
Lý Lăng (chữ Hán: 李陵, ? – 74 TCN), tự Thiếu Khanh, người Thành Kỷ, Lũng Tây , tướng lãnh nhà Tây Hán. Ông chỉ huy 5000 bộ binh áp sát Thiền Vu đình của Hung Nô, sau đó đơn độc chống lại 8 vạn kỵ binh của địch, tác chiến dũng cảm, gây ra thương vong nặng nề cho kẻ địch, nhưng không còn binh khí, không có cứu viện, cuối cùng thất bại nên phải đầu hàng.

## Thân thế
Tổ tiên của Lăng là Lý Tín – tướng nước Tần cuối thời Chiến Quốc. Lý Tín được xem là thủy tổ của sĩ tộc họ Lý ở Lũng Tây, về sau hoàng thất nhà Đường cũng nhận là hậu duệ của Lý Tín.
Ông nội là danh tướng Lý Quảng nhà Tây Hán. Lý Quảng là người nổi tiếng nhất trong họ.
Cha là Lý Đương Hộ – con trai trưởng của Lý Quảng. Đương Hộ mất sớm, khi ấy Lăng còn trong bụng mẹ (nên gọi là di phúc tử).

## Khởi nghiệp
Thiếu thời Lăng được làm Thị trung Kiến Chương giám . Lăng giỏi cưỡi ngựa bắn cung, yêu sĩ tốt, khiêm nhường với sĩ đại phu, nên rất có danh vọng. Hán Vũ đế cho rằng Lăng có phong thái của Lý Quảng, sai ông đem 800 kỵ binh, thâm nhập đất Hung Nô hơn 2000 dặm, vượt qua Cư Duyên  xem xét địa hình, không gặp địch nên quay về. Sau đó Lăng được bái làm Kỵ đô úy, đem 5000 người dũng cảm tập luyện ở Tửu Tuyền, Trương Dịch để phòng bị Hung Nô. Vài năm sau, Vũ đế khiến Nhị sư tướng quân Lý Quảng Lợi tấn công Đại Uyển, sai Lăng đem binh của 5 hiệu  theo sau. Lăng đến biên giới, gặp lúc Lý Quảng Lợi lui quân; Vũ đế ban thư của Lăng, khiến ông lưu lại binh sĩ, đem 500 khinh kỵ ra Đôn Hoàng, đến Diêm Thủy , đón Quảng Lợi trở về, rồi ở lại đồn trú Trương Dịch.

## Cô quân thâm nhập
Năm 99 TCN, Lý Quảng Lợi đem 3 vạn kỵ binh ra Tửu Tuyền, tấn công Hữu Hiền vương ở Thiên Sơn . Vũ đế triệu Lăng, muốn sai ông vận chuyển lương thảo cho Lý Quảng Lợi. Lăng được triệu kiến ở Vũ Đài , khấu đầu tự xin rằng: “Thần vốn nắm quân đồn trú biên thùy, đều là dũng sĩ Kinh Sở, kiếm khách kỳ tài, sức bắt được cọp, bắn đâu trúng đấy, nguyện tự đảm đương một cánh, đến phía nam núi Lan Càn  để chia binh lực của Thiền vu, không cần ở cùng cánh quân với Nhị sư tướng quân.” Vũ đế nói: “Mày xấu hổ vì làm bộ hạ à! Ta phát quân đã nhiều, không còn ngựa để cấp cho mày nữa đâu!” Lăng đáp: “Không cần ngựa, thần nguyện lấy ít đánh nhiều, đem bộ binh 5000 người đạp bằng Thiền Vu đình .” Vũ đế hài lòng mà đồng ý, nhân đó giáng chiếu cho Cường nỗ đô úy Lộ Bác Đức đem binh đón tiếp quân của Lăng ở giữa đường. Bác Đức vốn là Phục ba tướng quân, cũng xấu hổ vì làm hậu đội của Lăng, tâu rằng: “Đương mùa thu, ngựa của Hung Nô béo tốt, chưa thể cùng họ giao chiến, thần nguyện giữ Lăng đến mùa xuân, cùng ông ta lấy kỵ binh của Tửu Tuyền, Trương Dịch đều có 5000 người, chia ra đánh hai núi Đông – Tây Tuấn Kê , có thể bắt được giặc.” Lời tâu dâng lên, Vũ đế giận, ngờ rằng Lăng hối hận, không muốn ra trận, nên xúi giục Bác Đức dâng lời tâu này, bèn giáng chiếu cho Bác Đức rằng: “Ta muốn cho thêm Lý Lăng kỵ binh, thì hắn nói ‘muốn lấy ít đánh nhiều’. Nay giặc xâm nhập Tây Hà, mày đưa binh đi gấp Tây Hà , chặn đường Câu Doanh .” Rồi giáng chiếu cho Lăng rằng: “Đã hẹn tháng 9 xuất phát, ra Già Lỗ chướng  ở phía nam núi Đông Tuấn Kê, quanh quẩn để quan sát địch, nếu không thấy gì, theo đường cũ của Trác Dã hầu Triệu Phá Nô về thành Thụ Hàng  để nghỉ ngơi, rồi sai dịch kỵ sĩ báo cáo. Mày với Bác Đức nói như vậy là sao? Hãy trả lời cho rõ ràng.” Vì thế Lăng đem 5000 bộ tốt ra Cư Duyên, đi về phía bắc 30 ngày, đến núi Tuấn Kê thì dừng lại để dựng doanh trại, vẽ lại địa hình của những sông núi đã đi qua, sai kỵ binh dưới quyền là Trần Bộ Nhạc đem về để báo cáo. Bộ Nhạc được triệu kiến, thuật lại Lăng chỉ huy đắc lực ra sao, tướng sĩ dốc sức ra sao, Vũ đế rất hài lòng, bái Bộ Nhạc làm Lang.

## Huyết chiến Hung Nô
Lăng đến núi Tuấn Kê, cùng Thư Đê Hầu thiền vu đối đầu trực diện, thiền vu phái khoảng 3 vạn kỵ binh vây quân của ông. Quân Hán ở giữa 2 tòa núi Tuấn Kê, kết xe lớn làm doanh. Lăng đưa binh sĩ ra ngoài doanh bày trận, hàng trước đặt kích, thuẫn, hàng sau đặt cung, nỏ, truyền lệnh: “Nghe tiếng trống thì thả (dây cung), nghe tiếng chiêng thì dừng.” Quân Hung Nô thấy quân Hán ít thì xông đến trước doanh, Lăng xua quân xông ra, ngàn nỏ cùng bắn, nghe tiếng dây rung thì có người ngã lăn ra. Quân Hung Nô chạy lên núi, quân Hán truy kích, giết vài ngàn người. Thiền vu cả sợ, triệu Tả - Hữu Hiền vương đem hơn 8 vạn kỵ binh tấn công quân Hán. Lăng vừa đánh vừa lui, đi về phía nam vài ngày thì vào trong sơn cốc. Liên tiếp chiến đấu khiến binh sĩ Hán chịu nhiều thương vong, ai bị 3 vết thương thì được chở bằng xe kéo, ai bị 2 vết thương thì kéo xe, ai bị 1 vết thương thì tiếp tục chiến đấu. Bấy giờ nữ quyến của tội nhân ở Quan Đông bị đày đến vùng biên, gả cho sĩ tốt, phần lớn giấu trong xe. Lăng thấy sĩ khí suy giảm, lấy cớ trong quân có đàn bà nên mới như vậy, đem ra giết cả đi . Hôm sau lại giao chiến, quân Hán chém hơn 3000 thủ cấp của địch. Lăng đưa binh về phía đông nam, men theo đường Long Thành cũ , chừng 4, 5 ngày, đi vào bãi lau sậy của một cái chằm lớn, người Hung Nô nương theo chiều gió nổi lửa, Lăng cũng lệnh cho trong quân nổi lửa để tự cứu Nhan Sư Cổ chú giải: “Sớm tự thiêu cỏ cây bên mình, khiến lửa của giặc không bén kịp.”. Quân Hán tiếp tục đi về phía nam, ở dưới một tòa núi. Thiền vu ở mặt nam trèo lên núi, sai con trai đem kỵ binh đánh Lăng. Bộ binh Hán ở trong rừng cây, mai phục giết chết vài ngàn kẻ địch, nhân đó phát liên nỗ  nhằm vào thiền vu, thiền vu xuống núi chạy trốn. Tù binh Hung Nô bị bắt vào ngày hôm ấy kể rằng: “Thiền vu nói: ‘Đây tinh binh của Hán, đánh mà không thể hạ, ngày đêm dẫn ta về phía nam gần biên giới, phải chăng là có phục binh?’ Các đương hộ, quân trưởng  đều nói: ‘Thiền vu tự đem mấy vạn kỵ binh đánh mấy ngàn người Hán mà không thể diệt, ngày sau làm sao tiếp tục sai phái các tộc khác, càng khiến cho Hán xem thường Hung Nô. Hãy tiếp tục chiến đấu trong sơn cốc, còn chừng bốn, năm mười dặm sẽ gặp đất bằng, không thể phá thì về.’” 
Bấy giờ quân Hán rất nguy cấp, trong khi quân Hung Nô phần nhiều là kỵ binh, nhưng một ngày giao chiến vài mươi hiệp, vẫn sát thương hơn 2000 kẻ địch. Quân Hung Nô thấy bất lợi, muốn rút, gặp lúc có viên Quân hầu tên là Quản Cảm bị Hiệu úy làm nhục , trốn sang đầu hàng Hung Nô, nói thật rằng: “Quân của Lăng không có hậu viện, mũi tên đã hết, chỉ còn Hiệu của tướng quân và Thành An hầu, đều có 800 người làm hàng trước, lấy vàng và trắng làm cờ, nên lấy kỵ binh tinh nhuệ bắn vào họ thì lập tức phá được.” (Thành An hầu có tên là Hàn Diên Niên, người quận Dĩnh Xuyên. Cha của Diên Niên là Tế Nam tướng Hàn Thiên Thu, tử trận khi đánh Nam Việt, nên Vũ đế phong Duyên Niên làm hầu, nay làm hiệu úy dưới quyền của Lăng.) Thiền vu được tin thì cả mừng, sai tất cả kỵ binh tấn công quân Hán, hô lớn rằng: “Lý Lăng, Hàn Diên Niên mau đầu hàng.” Quân Hung Nô chẹn đường đánh rát quân Hán; quân Hung Nô ở trên núi, trong khi quân Hán ở dưới sơn cốc. Quân Hung Nô 4 mặt cùng bắn, tên bay như mưa; quân Hán đi về phía nam, còn cách núi Đê Hãn  một ngày đường thì hết sạch tên, trước sau đã dùng đến 50 vạn mũi tên. Quân Hán bỏ xe mà đi, còn hơn 3000 người, đành bẻ thanh gỗ của xe làm vũ khí, chỉ các viên trưởng quan mới có lưỡi đao dài chừng 1 thước, tiến vào khe hẹp của sơn cốc. Quân Hung Nô chẹn phía sau, lựa chỗ hiểm yếu lấy đá lấp đường. Quân Hán chết nhiều, không thể đi tiếp. Lúc hoàng hôn, Lăng đổi áo ngắn cộc tay, một mình ra khỏi doanh, ngăn bộ hạ rằng: “Đừng theo ta, trượng phu một mình đi bắt thiền vu.” Hồi lâu Lăng quay về, nói: “Binh bại rồi, chết đi thôi!” Tướng lãnh dưới quyền nói: “Tướng quân uy chấn Hung Nô, dẫu trời khiến cho việc không thành, nhưng ngày sau tìm được lối thoát để quay về, như Trác Dã hầu (tức Triệu Phá Nô) bị giặc bắt được, sau này trốn về, được thiên tử đãi ngộ theo lễ tân khách, huống hồ là trường hợp của tướng quân.” Lăng nói: “Anh đừng nói nữa! Ta không chết thì chẳng phải là tráng sĩ!” Vì thế quân Hán chặt hết tinh kỳ, đem đồ quý giá chôn xuống đất; Lăng than rằng: “Nếu còn vài mươi mũi tên, thì đủ để thoát thân rồi. Nay không còn binh khí để tiếp tục chiến đấu, trời sáng đành bó tay chịu trói mà thôi! Chẳng bằng như chim thú tan chạy, ai chạy thoát thì trở về báo cáo với thiên tử.” Lăng lệnh cho quân sĩ mỗi người đem theo 2 thăng gạo rang, một khối băng, ước hẹn gặp lại ở Già Lỗ chướng. Nửa đêm, Lăng muốn đánh trống khích lệ sĩ khí, nhưng trống không kêu. Lăng và Hàn Diên Niên lên ngựa, tráng sĩ đi theo có hơn 10 người. Vài ngàn kỵ binh Hung Nô đuổi theo, Diên Niên bị giết; Lăng nói: “Không còn mặt mũi gặp lại bệ hạ.” Rồi đầu hàng. Quân sĩ của Lăng phân tán mà chạy, thoát về biên thùy chỉ hơn 400 người.

## Đầu hàng Hung Nô
Lăng thất bại cách biên thùy hơn trăm dặm, tin tức nhanh chóng truyền về. Vũ đế ngỡ Lăng tử chiến, triệu mẹ và vợ của Lăng, khiến họ trông chừng lẫn nhau, không cho phép ra vẻ tang tóc. Sau đó nghe tin Lăng đầu hàng, Vũ đế giận lắm, trách hỏi Trần Bộ Nhạc, Bộ Nhạc tự sát. Quần thần buộc tội Lăng, Vũ đế đem việc này hỏi Thái sử lệnh Tư Mã Thiên, Thiên biện hộ cho ông rằng: “Lăng hầu hạ mẹ già có hiếu, đối với sĩ tốt có tín, thường gắng gỏi không quản thân mình để phục vụ quốc gia lúc nguy nan. Ông ta tu dưỡng đã lâu mới có được phong độ quốc sĩ. Nay làm việc mới một lần thất bại, sao lại vì đám bề tôi chỉ có khả năng bảo vệ vợ con thêu dệt lỗi lầm của ông ta, thật khiến người ta đau lòng! Huống hồ bộ tốt của Lăng chưa đến 5000, thâm nhập vào giữa lòng địch, kháng cự mấy vạn quân đội, khiến giặc thương vong không đếm xuể, phải dốc hết dân chúng ra cầm cung cùng vây đánh họ. Chiến đấu ngàn dặm, tên hết đường cùng, binh sĩ thì cung không còn tên, tay không tấc sắt, quay mặt về phương bắc tranh nhau liều chết với địch; có được bộ hạ liều chết ra sức như thế, dẫu là danh tướng đời xưa cũng không hơn được. Lăng rơi vào vòng vây mà thất bại, nhưng đánh giết một phen cũng đủ để nổi tiếng khắp nơi. Ông ấy không chết, hẳn là muốn lập công chuộc tội cho nhà Hán đấy!” 
Ban đầu, Vũ đế sai Lý Quảng Lợi làm đại tướng, Lăng làm hậu viện, đến khi Lăng với thiền vu giằng co, mà công lao của Quảng Lợi ít ỏi. Vũ đế cho rằng Tư Mã Thiên vu khống, muốn dè bỉu Quảng Lợi nhằm nói đỡ cho Lăng, bèn khép Thiên chịu hủ hình (hình phạt bị thiến). Mãi về sau, Vũ đế hối hận vì Lăng không có cứu viện, nói rằng: “Lăng sắp xuất tái, trẫm bèn giáng chiếu cho Cường nỗ đô úy (tức Lộ Bác Đức) đón tiếp quân đội. Việc thay đổi chiếu thư cho ông ta là do lão tướng (chỉ Bác Đức) sanh lòng gian trá.” Rồi sai sứ úy lạo, ban thưởng cho những người chạy thoát trong cánh quân của Lăng.
Lăng ở Hung Nô hơn 1 năm; đến năm Thiên Hán thứ 4 (97 TCN), Vũ đế lại phát động tấn công Hung Nô, riêng sai Công Tôn Ngao đi đón Lăng, nhưng Ngao vô công quay về. Ngao nói: “Bắt được tù binh, hắn ta nói Lý Lăng luyện binh cho thiền vu để phòng bị quân Hán, nên thần không làm được gì.” Vì thế Vũ đế giết cả nhà Lăng, mẹ và vợ con của ông đều chịu tội chết. Sĩ đại phu ở Lũng Tây đều xấu hồ vì nhà họ Lý. Sau đó, sứ giả nhà Hán đến Hung Nô, Lăng hỏi sứ giả rằng: “Tôi vì nhà Hán đem bộ tốt 5000 người hoành hành Hung Nô, không có cứu viện nên thất bại, nào phụ nhà Hán đâu mà giết cả nhà tôi?” Sứ giả đáp: “Nhà Hán nghe nói Lý Thiếu Khanh dạy Hung Nô dùng binh.” Lăng nói: “Đó là Lý Tự, không phải tôi.” Lý Tự vốn là đô úy ở tái ngoại, giữ thành Hề Hầu (không rõ ở đâu), quân Hung Nô đến, Tự bèn hàng, được thiền vu đãi ngộ trọng thể, luôn được ở vị trí cao hơn Lăng. Lăng thống hận cả nhà mình bị hại vì Lý Tự, sai người thích sát hắn ta. Mẹ của thiền vu muốn giết Lăng, thiền vu bèn giấu ông ở phương bắc, đến khi mẹ của thiền vu chết mới trở về. Thiền vu khâm phục Lăng, đem con gái gả cho ông, lập làm Hữu Hiệu vương, cùng cựu sứ giả nhà Hán là Vệ Luật (đầu hàng Hung Nô năm 90 TCN, được lập làm Đinh Linh vương) đều được quý hiển và trọng dụng. Vệ Luật ở bên cạnh thiền vu, còn Lăng ở ngoài, hễ có việc lớn thì trở về tham gia nghị sự.
Căn cứ nghiên cứu của nhà khảo cổ học người Liên Xô là Sergei Vladimirovich Kiselev (1905 – 1962), Lăng ở đất phong của mình – thượng du sông Enisei, nam bộ Siberia – đã kiến lập nước Kiên Côn (Jiānkūn), đặt đô thành ở vị trí ngày nay là Abakan, Cộng hòa Khakassia, LB Nga.

## Chung thân tha hương
Tháng 3 ÂL năm Chinh Hòa thứ 3 (90 TCN), tướng Hán là bọn Lý Quảng Lợi chia 3 đường tấn công Hung Nô, người Hung Nô gói ghém nhu yếu rút lui. Ngự sử đại phu Thương Khâu Thành đem 2 vạn binh ra Tây Hà, theo đường tắt truy kích, không kịp nên quay về. Lăng theo đại tướng của Hung Nô (không rõ là ai) đem hơn 3 vạn kỵ binh đuổi theo, giao chiến 9 ngày, đến sông Bồ Nô , quân Hung Nô thất bại nên lui về.
Hán Chiêu đế lên ngôi (87 TCN), Đại tướng quân Hoắc Quang, Tả tướng quân Thượng Quan Kiệt phụ chánh, vốn thân thiện với Lăng, khiến bạn cũ và đồng hương Lũng Tây của Lăng là bọn Nhâm Lập Chánh 3 người đến Hung Nô vời ông. Bọn Lập Chánh đến, Hồ Lộc Cô thiền vu (lên ngôi năm 96 TCN) bày tiệc rượu tiếp đãi sứ giả, Lăng và Vệ Luật đều ngồi hầu. Bọn Lập Chánh gặp Lăng, chưa thể nói chuyện riêng, chỉ dám đưa mắt nhìn ông, rồi mấy lần mân mê cái vòng trên thanh đao của ông (vòng là 环/hoàn, đồng âm với 还/hoàn, nghĩa là quay về), nắm lấy chân của ông, ngầm cho ông biết có thể quay về nhà Hán. Sau đó Lăng, Luật giết bò bày rượu chung vui với sứ giả nhà Hán, vừa đánh bạc vừa uống rượu, cả hai đều mặc trang phục, tết tóc theo phong tục Hung Nô. Lập Chánh lớn tiếng nói: “Hán đã đại xá, Trung Quốc an lạc, chúa thượng trẻ tuổi, Hoắc Tử Mạnh, Thượng Quan Thiếu Thúc coi việc.” Muốn dùng lời này để đánh động, nhưng Lăng im lặng không phản ứng, lại bất ngờ vuốt tóc của mình mà nói rằng: “Tôi đã là người Hồ rồi!” Một lúc sau, Luật đứng dậy đi thay áo, Lập Chánh nói: “Ôi! Thiếu Khanh khổ sở quá! Hoắc Tử Mạnh, Thượng Quan Thiếu Thúc hỏi thăm anh!” Lăng hỏi lại: “Hoắc và Thượng Quan có khỏe không?” Lập Chánh nói: “Mời Thiếu Khanh quay về cố hương, không lo gì đến phú quý!” Lăng gọi tên tự của Lập Chánh mà nói rằng: “Thiếu Công, quay về thì dễ, chỉ sợ lại chịu nhục, làm sao đây!?” Nói chưa dứt lời thì Luật quay lại, Lập Chánh nói trớ lên rằng: “Lý Thiếu Khanh là người hiền, không thể cứ mãi 1 nước. Phạm Lãi đi khắp thiên hạ, Do Dư rời (Tây) Nhung sang Tần, ngày nay còn nói gì đến thân tình nữa!” Nhân đó bãi tiệc mà về. Lập Chánh đi theo hỏi Lăng rằng: “Anh có muốn hay không?” Lăng đáp: “Trượng phu không thể lại chịu nhục.” 
Lăng ở Hung Nô hơn 20 năm, bệnh mất vào năm Nguyên Bình đầu tiên (74 TCN).

## Tình bạn với Tô Vũ
Khi xưa Tô Vũ với Lăng cùng làm Thị trung. Năm Thiên Hán đầu tiên (100 TCN), Vũ đi sứ Hung Nô, chịu liên lụy bởi cuộc nổi loạn của Câu vương và Ngu Thường, nên bị thiền vu Thả Đê Hầu lưu đày ở Bắc Hải ; đến năm sau Lăng đầu hàng, được thiền vu trọng đãi, nhưng chưa dám tìm gặp Vũ. Vũ chịu lưu đày hơn 10 năm, thiền vu mới sai Lăng đi Bắc Hải thuyết phục Vũ. Lăng bày tiệc ca vũ, hết lời khuyên Vũ khuất phục, nhưng Vũ cương quyết từ chối. Uống rượu vài ngày, Lăng nhắc lại đề nghị ấy, Vũ thà chết không theo, ông bùi ngùi than rằng: “Ôi chao, nghĩa sĩ đấy! Tội của Lăng và Vệ Luật thấu lên đến trời rồi.” Rồi chảy nước mắt thấm đẫm vạt áo, từ biệt Vũ mà về.
Lăng hổ thẹn với Vũ, không tự đến tìm Vũ nữa, mà sai vợ tặng cho Vũ vài mươi đầu bò, cừu. Đến khi nhận được tin tình báo ở Vân Trung, rằng quan lại nhà Hán đang để tang, ngờ là Hán Vũ đế giá băng (87 TCN), Lăng mới đi Bắc Hải thông báo cho Vũ biết.
Sau khi Hán Chiêu đế lên ngôi vài năm, Hán và Hung Nô hòa thân, nhà Hán xin cho bọn Tô Vũ quay về, vì thế Lăng bày tiệc chúc mừng Vũ, nói rằng: “Nay túc hạ quay về, tiếng tăm vang lừng ở Hung Nô, công lao hiển hách ở nhà Hán, dẫu việc xưa tre lụa ghi chép, tranh trục vẽ vời, sao hơn được Tử Khanh! Lăng dẫu hèn nhát, nếu nhà Hán tạm tha tội của Lăng, giữ lại mẹ già, khiến hăng hái vượt qua nỗi nhục để nung nấu tâm chí, biết đâu làm được như Tào Mạt ở hội thề đất Kha, thì Lăng ngày xưa sao lại bỏ nước!? Bắt cả họ của Lăng, gây ra nỗi nhục lớn trên đời, Lăng còn tiếp tục làm gì nữa? Ôi thôi! Để cho Tử Khanh biết lòng tôi vậy! Chúng ta đã là hai người khác nước, từ biệt lần này là vĩnh biệt!” Lăng đứng dậy múa mà hát rằng:
| Nguyên văn 經萬里兮度沙漠, 為君將兮奮匈奴. 路窮絕兮矢刃摧, 士眾滅兮名已隤, 老母已死, 雖報恩, 將安歸？ | Hán Việt Kính vạn lý hề độ sa mạc, Vi quân tướng hề phấn Hung Nô. Lộ cùng tuyệt hề thỉ nhận tồi, Sĩ chúng diệt hề danh dĩ hội. Lão mẫu dĩ tử, Tuy dục báo ân, tướng an quy? | Dịch nghĩa Thẳng tiến vạn dặm, vượt sa mạc, Vì vua làm tướng, hăng hái đánh Hung Nô. Đường hết lối, tên và võ khí hỏng, Binh sĩ chết, tiếng tăm đã suy. Mẹ già đã chết, Dẫu muốn báo ơn, biết về đâu? | Dịch thơ (chưa có dịch thơ) |

Lăng hát xong, chảy nước mắt mấy hàng, cùng Vũ từ biệt.

## Trước tác
Văn tuyển (文选) đời Lương và Nghệ văn loại tụ (艺文类聚) đời Đường ghi chép nhiều bài có chủ đề Tô – Lý đối đáp (苏武李陵赠答诗/Tô Vũ Lý Lăng tặng đáp thi, gọi tắt là 苏李诗/Tô Lý thi), tác giả được cho là hai người Tô – Lý: Lý Lăng có Đáp Tô Vũ thư, Dữ Tô Vũ thi; Tô Vũ có Dữ Lý Lăng thi. Những bài thơ này đều là thơ ngũ ngôn, do thời điểm sanh hoạt của Tô Vũ – Lý Lăng sớm hơn rất nhiều so với giai đoạn hưng thịnh của thơ ngũ ngôn vào niên hiệu Kiến An cuối đời Đông Hán, nên có ý kiến cho rằng hai người Tô – Lý là thủy tổ của thể thơ này, thậm chí trịnh trọng gọi là Tô – Lý thể; nhưng cũng có quan điểm cho rằng người đời sau thác danh hai người Tô – Lý sáng tác ra những bài thơ này. Trong Đôn Hoàng di thư (敦煌遗书), người ta tìm thấy hai bài Lý Lăng biện văn và Tô Vũ Lý Lăng chấp biệt từ, không rõ tác giả, càng khẳng định giả thuyết thứ 2.
Sử cũ chỉ xác nhận tác phẩm duy nhất của Lý Lăng là bài ca theo thể Cổ phong vào lúc từ biệt Tô Vũ, được đời sau gọi là Biệt ca (別歌).

## Hậu duệ
Sử cũ không nói rõ Lăng có bao nhiêu con cái, chỉ nhắc đến 1 người con trai của ông. Năm Ngũ Phượng thứ 2 (56 TCN) thời Hán Tuyên đế, Hung Nô liên tiếp phát sinh nội loạn, con trai của Lý Lăng muốn lập Ô Tạ đô úy, mưu đồ bại lộ, bị thiền vu Hô Hàn Da giết chết.
Trong giai đoạn dung hợp dân tộc từ cuối thời Nam Bắc triều đến Tùy – Đường, cuộc hôn nhân dị chủng của Lăng trở thành cái cớ cho vài trường hợp dân tộc thiểu số ở bắc Trung Quốc và xa hơn nữa tự nhận là hậu duệ của ông:
- Anh em Lý Hiền, Lý Viễn, Lý Mục, là tướng lãnh, khai quốc công thần nhà Tây Ngụy, Bắc Chu và Tùy, vốn là người Tiên Ti, tự nhận là hậu duệ của Lý Lăng, cho biết tổ tiên nhiều đời sanh hoạt ở phương bắc, sau đó theo bộ lạc Thác Bạt Tiên Ti dời về nam.[35]
- Bộ tộc Hiệt Kiết Tư sở hữu vùng đất của nước Kiên Côn xưa, từng nhiều lần hiệu lực cho nhà Đường, tham gia đánh phá người Hồi Cốt. Người Hiệt Kiết Tư phần nhiều cao lớn, tóc đỏ, mặt trăng mắt xanh, cho rằng tóc đen là điềm chẳng lành và mắt đen là miêu duệ của Lăng.[36][37]
- Ngoài ra, người Nam triều Tề và Nam triều Lương thông qua 2 bộ sử Tống thư và Nam Tề thư, nối nhau quy kết hoàng thất Bắc triều Ngụy là hậu duệ của Lăng, thậm chí Nam Tề thư còn cho biết: người vợ Hung Nô của ông có tên (danh) là Thác Bạt, mà Hung Nô có tục lấy tên mẹ làm họ (tính).[38] Nhưng hoàng thất Thác Bạt/Nguyên thị cương quyết bác bỏ, thông qua việc khẳng định tổ tiên của mình là con trai nhỏ của Xương Ý, được phong ở phương bắc, nhân trong nước có núi Đại Tiên Ti, nên lấy tên núi làm hiệu.[39]